# Grajski Grič
Die Wintersportanlagen von Grajski Grič (slowenisch, „Burgberg, Burghügel“) in Velenje bestehen aus drei kleinen Skisprungschanzen der Kategorien K 8, K 14, K 22 und einer Normalschanze der Kategorie K 85. Alle Schanzen sind mit Matten belegt. Die Schanzen K 40 und K 55 sind seit 2000 außer Betrieb.

## Geschichte
Nach der Vereinsgründung am 20. November 1955 plante der Sportverein Rudar Velenje („Bergmann“) mit Unterstützung von Stanko Bloudek eine 30-Meter-Schanze auf einen Hügel zu bauen. Die Einweihung der 30-Meter-Schanze fand am 28. Dezember 1955 mit 25 Skispringern aus Šoštanj und Velenje statt. Das Interesse am Skispringen war groß und deshalb baute man im nächsten Jahr neben der 30-Meter-Schanze eine 45-Meter-Schanze. Der Verein organisierte im Jahr 1961 die nationale Meisterschaft für Pioniere. Das Springen fand im Jahr 1962 am Tag der Republik statt. Die Mitglieder des Vereins beschlossen im Jahr 1962 drei neue Schanzen, 12-, 20- und 30-Meter, für Training und Wettbewerbe zu bauen.
In Velenje baute man im Jahr 1983 eine 10-Meter-, in Pesje eine 18-Meter- und eine 33-Meter-Schanze und alle Schanzen wurden mit Matten belegt. Aus der 45-Meter-Schanze baute man eine 55-Meter-Schanze mit Kunststoff-Matten. Die Einweihung fand am 3. Juli 1986 mit einem offiziellen Wettkampf statt. Der Ausschussvorsitzende von Planica Niko Belopavlovič plante eine 75-Meter-Mattenschanze zu bauen. Im Jahr 1987 veranstaltete man den ersten „Wettbewerb um die Bergbau-Lampe“ (Tekma za rudarsko svetilko), der seitdem jährlich am „Feiertag der Bergleute“ stattfindet. Die erste Veranstaltung der neuen 75-Meter-Mattenschanze war am 10. Juli 1988. 1994 fanden die ersten nationalen Sommer-Meisterschaften, 1997 der Continental Cup, „Wettbewerb um die Bergbau-Lampe“ und der Gorenje-Pokal statt. Im Jahr 2000 wurde aus der 75-Meter-Schanze eine 85-Meter-Schanze. 2006 feierte der Verein 50-jähriges Bestehen. Regelmäßig finden auf der Schanze der Continental Cup, nationale und internationale Wettbewerbe statt.

## Internationale Wettbewerbe
Genannt werden alle von der FIS organisierten Sprungwettbewerbe.
| Datum              | Kategorie       | Schanze | 1. Platz                                               | 2. Platz                                                                | 3. Platz                                                                 |
| ------------------ | --------------- | ------- | ------------------------------------------------------ | ----------------------------------------------------------------------- | ------------------------------------------------------------------------ |
| 28. Juni 1997      | Continental Cup | K75     | Primož Peterka                                         | Jure Radelj                                                             | Peter Žonta                                                              |
| 29. Juni 1997      | FIS-Rennen      | K75     | Primož Peterka                                         | Adam Małysz                                                             | Robert Meglič                                                            |
| 4. Oktober 1997    | Alpencup        | K75     | Gašper Čavlovič                                        | Primož Delavec                                                          | Milan Živic                                                              |
| 27. Juni 1998      | Continental Cup | K85     | Primož Peterka                                         | Peter Žonta                                                             | Jan Doležal Damjan Fras                                                  |
| 28. Juni 1998      | Continental Cup | K85     | Primož Peterka                                         | Peter Žonta                                                             | Damjan Fras                                                              |
| 25. Juni 1999      | Continental Cup | K85     | Peter Zonta                                            | Primož Peterka                                                          | Primož Urh-Zupan                                                         |
| 26. Juni 1999      | Continental Cup | K85     | Primož Peterka                                         | Peter Žonta                                                             | Damjan Fras                                                              |
| 7. Juli 2000       | Continental Cup | K85     | Hiroki Yamada                                          | Kai Bracht                                                              | Toni Nieminen                                                            |
| 8. Juli 2000       | Continental Cup | K85     | Hiroki Yamada                                          | David Andersen                                                          | Akseli Lajunen Kai Bracht                                                |
| 6. Juli 2001       | Continental Cup | K85     | Jure Radelj                                            | Igor Medved                                                             | Robert Kranjec                                                           |
| 7. Juli 2001       | Continental Cup | K85     | Robert Kranjec                                         | Jure Radelj                                                             | Primož Urh-Zupan                                                         |
| 5. Juli 2002       | Continental Cup | K85     | Robert Kranjec                                         | Primož Peterka                                                          | Damjan Fras                                                              |
| 6. Juli 2002       | Continental Cup | K85     | Robert Kranjec                                         | Primož Peterka                                                          | Damjan Fras                                                              |
| 4. Juli 2003       | Continental Cup | K85     | Jure Radelj                                            | Rok Benkovič                                                            | Primož Peterka                                                           |
| 5. Juli 2003       | Continental Cup | K85     | Akseli Kokkonen                                        | Jure Radelj                                                             | Damjan Fras                                                              |
| 30. August 2003    | Junioren        | K85     | Thomas Thurnbichler                                    | Nicolas Fettner                                                         | Primož Urh-Zupan                                                         |
| 31. August 2003    | Junioren        | K85     | Zvonko Kordež                                          | Stefan Innerwinkler                                                     | Florian Knaus                                                            |
| 9. Juli 2004       | Continental Cup | HS94    | Bine Zupan                                             | Jernej Damjan                                                           | Robert Kranjec                                                           |
| 10. Juli 2004      | Continental Cup | HS94    | Stefan Kaiser                                          | Robert Mateja                                                           | Jernej Damjan                                                            |
| 8. Juli 2005       | Continental Cup | HS94    | Robert Kranjec                                         | Stefan Thurnbichler                                                     | Juha-Matti Ruuskanen                                                     |
| 9. Juli 2005       | Continental Cup | HS94    | Marcin Bachleda                                        | Janne Happonen                                                          | Rok Benkovič                                                             |
| 7. Juli 2006       | Continental Cup | HS94    | Rok Benkovič                                           | Jan Mazoch                                                              | Primož Pikl                                                              |
| 8. Juli 2006       | Continental Cup | HS94    | Jan Mazoch                                             | Stefan Thurnbichler                                                     | Primož Pikl                                                              |
| 6. Juli 2007       | Continental Cup | HS94    | Bastian Kaltenböck                                     | Primož Pikl                                                             | Martin Cikl                                                              |
| 7. Juli 2007       | Continental Cup | HS94    | Primož Pikl                                            | Keita Umezaki                                                           | Andreas Arén                                                             |
| 4. Juli 2008       | Continental Cup | HS94    | Primož Pikl                                            | Robert Hrgota                                                           | Lukáš Hlava                                                              |
| 5. Juli 2008       | Continental Cup | HS94    | Pascal Bodmer                                          | Jure Šinkovec                                                           | Primož Pikl                                                              |
| 3. Juli 2009       | Continental Cup | HS94    | Primož Pikl Robert Kranjec                             |                                                                         | Akseli Kokkonen                                                          |
| 4. Juli 2010       | Continental Cup | HS94    | Kamil Stoch                                            | Stefan Hula David Unterberger                                           |                                                                          |
| 13. September 2019 | Alpencup        | HS75    | Marco Wörgötter                                        | Mark Hafner                                                             | Lovro Vodušek                                                            |
| 13. September 2019 | Alpencup        | HS75    | Jerica Jesenko                                         | Michelle Göbel                                                          | Nika Prevc                                                               |
| 14. September 2019 | Alpencup        | HS75    | Marco Wörgötter                                        | Lovro Vodušek                                                           | Elias Medwed                                                             |
| 14. September 2019 | Alpencup        | HS75    | Jerica Jesenko                                         | Pia Mazi                                                                | Lara Logar                                                               |
| 15. September 2019 | Alpencup        | HS75    | SlowenienLara Logar Mark Hafner Pia Mazi Lovro Vodušek | ItalienJessica Malsiner Giovanni Bresadola Annika Sieff Francesco Cecon | ÖsterreichKatharina Ellmauer Elias Medwed Hannah Wiegele Marco Wörgötter |